# Понте ин Валтелина
По̀нте ин Валтелѝна (на италиански: Ponte in Valtellina, на западноломбардски: Pùnt, Пунт) е село и община в Северна Италия, провинция Сондрио, регион Ломбардия. Разположено е на 486 m надморска височина. Населението на общината е 2327 души (към 2010 г.).